# 哲學的黨性
哲學的黨性（俄语：партийность философии）是俄國馬克思主義者弗拉基米爾·列寧在其著作《唯物主義與經驗批判主義》中提出的概念，係指在關於哲學基本問題的不同看法中存在的兩種根本派別：唯物主義與唯心主義之間的對立性與鬥爭性。:240這兩大根本派別之間的鬥爭像政治黨派之間的鬥爭一樣植根於其立場與路線，故而將這種對立性與鬥爭性稱爲「黨性」。:240

## 背景

### 理論來源

#### 馬克思主義的唯物主義傳統
馬克思主義的唯物主義傳統是「哲學的黨性」這一概念的第一個理論來源。在寫於1846年的《德意志意識形態》中，馬克思與恩格斯根據他們的歷史唯物主義觀點，對他們稱爲「德意志意識形態」的諸種歷史唯心主義觀念進行了批判，從而確立了馬克思主義的唯物主義傳統。在1888年出版的《路德維希·費爾巴哈與德國古典哲學的終結》序言中，恩格斯再次重申了這一點，:265，並且提出以下觀點：
- 哲學基本問題和圍繞該問題的兩個方面，分別產生兩種不同立場：關於思維與存在的第一性問題，有唯物主義與唯心主義兩種立場；關於思維與存在的同一性問題，有可知論與不可知論兩種立場。[3]:277-278

- 在兩個方面中，數前者更爲重要，它是「全部哲學的最高問題」。[3]:278

- 關於哲學基本問題的兩個方面，沒有超出這些立場的其他立場存在，一切哲學都可以被歸納進這些立場。[3]:277-280

列寧繼承了這一傳統。在他的《唯物主義與經驗批判主義》中，亦多次在這一問題上引證恩格斯的說法。:229-233

#### 黨性概念
「哲學的黨性」概念的第二個來源，則是馬克思主義傳統中的另一概念——「黨性」。黨性這一概念在馬克思和恩格斯的著作中並沒有太多直接運用，但是他們的文本提供了關於黨性概念的基本理論框架。:24-25:22列寧在他的許多文本中發展並豐富了黨性概念，在《社會主義政黨和非黨的革命性》中明確指出在各個鬥爭領域都應當堅持黨性。:672-679這爲「哲學的黨性」概念提供了重要的基礎。

### 歷史背景
1905年俄国革命失敗後，恩斯特·馬赫的哲學理論——馬赫主義，在俄國馬克思主義者中的影響力逐漸擴大。:57-60列寧認爲這是一種背叛馬克思主義的修正主義傾向。他認爲，馬克思主義哲學就是辯證唯物主義，應當堅定其辯證唯物主義的立場與路線，:12-14而馬赫主義混淆了唯物主義和唯心主義這兩個根本派別，:34對黨和革命羣衆起着負面的影響。:240爲了反擊馬赫主義傾向並強調馬克思主義的辯證唯物主義立場，列寧寫作了《唯物主義與經驗批判主義》一書，在其中提出了「哲學的黨性」概念。

## 概念內涵

### 唯心主義與唯物主義間鬥爭的不可調和性
哲學的黨性意味着哲學派別間鬥爭的不可調和性，特別是唯物主義與唯心主義這兩個基本派別間鬥爭的不可調和性。:22列寧寫道：「唯物主义和唯心主义按实质来说，是两个斗争着的党派，而这种实质被冒牌学者的新名词或愚蠢的无党性所掩盖。」:240列寧認爲，馬赫主義者調和唯物主義和唯心主義的企圖是反馬克思主義的，:219-220馬克思主義者在哲學領域的鬥爭中應當堅持辯證唯物主義的立場，堅持同唯心主義的鬥爭，而決不與之調和。:226-230

### 哲學的階級性
列寧寫道：「在经验批判主义认识论的烦琐语句后面，不能不看到哲学上的党派斗争，这种斗争归根到底表现着现代社会中敌对阶级的倾向和思想体系。」:239列寧認爲，哲學乃是具有階級性的，一定的哲學與一定的階級利益存在着聯繫。:236

## 影响

### 艾思奇
列寧的哲學的黨性概念對艾思奇有很大的影響和啓發。在列寧的基礎上，艾思奇提出「哲學是黨性的科學」，:卷三:16對哲學的黨性概念作了進一步的發展。